# Hag
Una saga, conocida en inglés como "hag", es una especie de bruja anciana marchita, o una especie de hada o diosa que tiene la apariencia de una mujer así, y que a menudo se encuentra en el folclore y en cuentos infantiles como el de Hansel y Gretel. Las hag a menudo son vistas como malévolas, pero también pueden ser una de las formas elegidas de las deidades que cambian de forma, como Morrígan o Badb, que no se consideran ni totalmente benéficas ni malévolas.

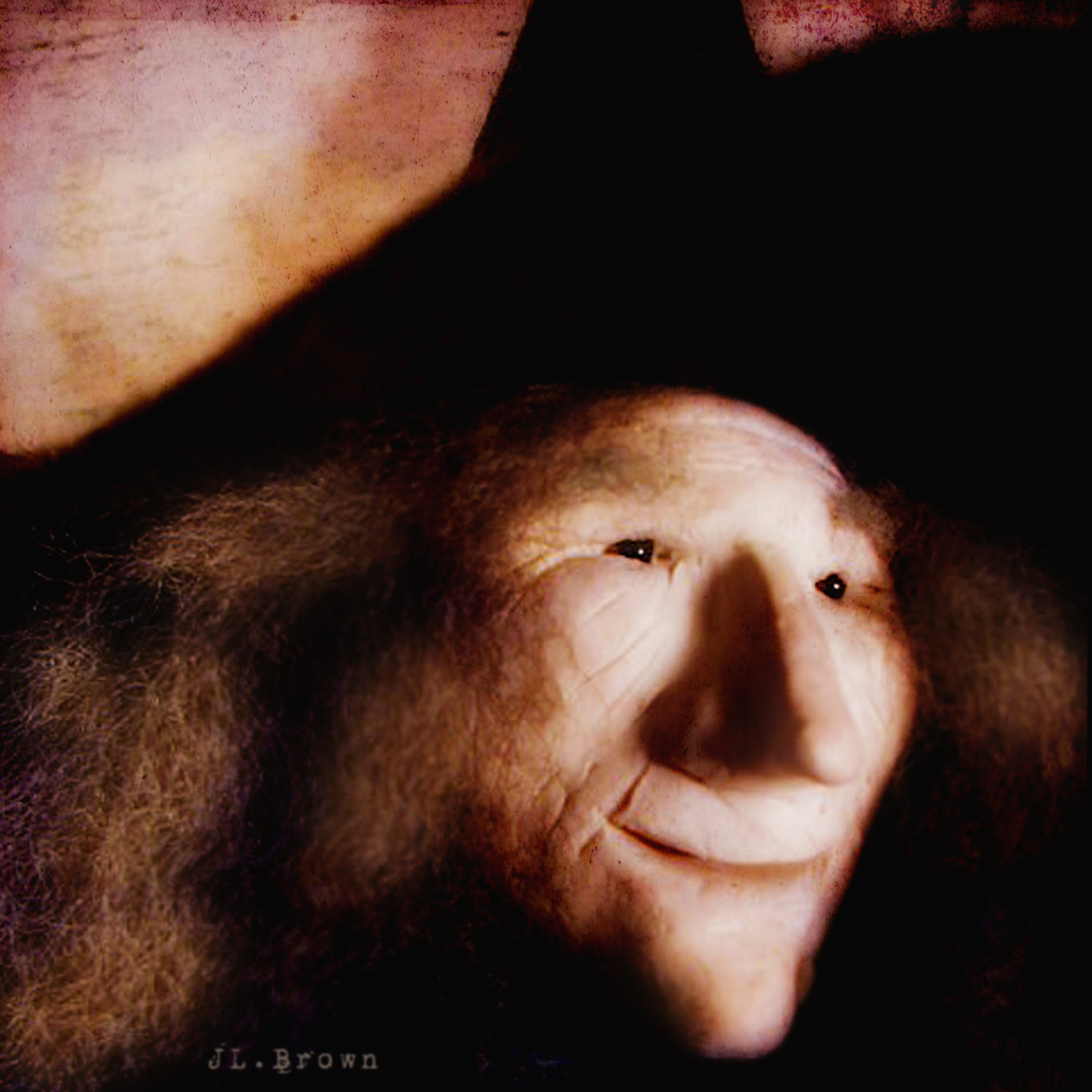
Pintura de una saga.

## Etimología
El término "hag" aparece en inglés del medioevo, y era una versión acortada de hægtesse, un término en inglés antiguo para bruja, similar al neerlandés heks y alemán Hexe . Todas estas palabras se derivan del protogermánico *hagatusjon- el cual posee un origen incierto, sin embargo el primer elemento puede estar relacionado con el vocablo "hedge". Como personaje tipo de cuentos de hadas o folclóricos, la hag comparte características con la crone, y las dos palabras a veces son usadas en forma indistinta.

## Características
Esta criatura es representada como una anciana fea. Estas brujas son caníbales y se alimentan principalmente de niños perdidos. Si por casualidad, los valientes caballeros tenían intimidad con ellas, tenían que andar con cautela, robar un beso (o pasar toda una noche con ellas) para tener la oportunidad, temprano en la mañana, de encontrar a una joven hermosa a su lado. La prueba podía ser terrible en el sentido de que el caballero a veces se despertaba al lado de esta terrible criatura. Además de su apariencia de anciana, tienen uñas desproporcionadamente largas y sucias, y algunas veces cara azul. Además, a menudo tienen cierta conexión con el tiempo, la piedra, el invierno y el reino de los muertos. Finalmente se dice que disfrutan de la compañía de los gatos, especialmente los negros.

## En la literatura occidental
En la literatura medieval y posterior, el término "hag", y sus parientes en lenguas europeas, se usa para definir a una mujer vieja fea. Sobre esta tradición medieval tales mujeres son representadas a veces en la literatura cómica y burlona, específicamente en el renacimiento italiano la hag representa lo opuesto de la hermosa dama propia de la literatura de Petrarca.
La hag como criatura fantástica ha sido utilizada en algunas novelas de fantasía tales como la serie de Harry Potter de J.K. Rowling, donde las hags son descritas como una especie de mujeres feas con numerosas verrugas y que se comen a los niños.